# ماریا گئورگیان
ماریا گئورگیان (ارمنی: Մարիա Գևորգյան؛ زادهٔ ۲۱ دسامبر ۱۹۹۴ در ایروان) شطرنج‌باز اهل ارمنستان است.
| به‌دلیل برخی مشکلات فنی، نمودارها موقتاً قابل مشاهده نیستند. اطلاعات بیشتر پیرامون این مشکل در فابریکاتور و وبگاه مدیاویکی در دسترس است. | |
| | به‌دلیل برخی مشکلات فنی، نمودارها موقتاً قابل مشاهده نیستند. اطلاعات بیشتر پیرامون این مشکل در فابریکاتور و وبگاه مدیاویکی در دسترس است. |